# 囉哩山蟲科
囉哩山蟲科（學名：Luolishaniidae）為寒武紀葉足動物下的一科，最大特徵在於其前肢上每節均具有3根如尖刺般的剛毛。囉哩山蟲科的模式屬為囉哩山蟲屬，由侯先光等人於澂江化石地發現並進行發表。囉哩山蟲科的物種普遍為濾食者。由於新化石出土，原先充滿謎團的火把蟲屬現在也被分類至囉哩山蟲科之下，為穴居型的物種，和花園鰻一樣將自己半埋於沙中。